# Fischersche Trennung
Die Fischersche Trennung ist in der Chemie eine nur historisch interessante klassische Methode zur Trennung von Aminosäuren, genauer α-Aminosäuren. Dazu werden Gemische mehrerer Aminosäuren in Gemische von Aminosäureestern umgewandelt. Das Gemisch der Aminosäureester wird dann im Vakuum fraktionierend destilliert. Durch diese Trennmethode erhält man mehrere Fraktionen von Aminosäureestern unterschiedlicher Zusammensetzung.